# Steffen Hausdörfer
Steffen Hausdörfer (* in Jena) ist ein deutscher Basketballfunktionär und ehemaliger -spieler.

## Leben
Hausdörfer betrieb Leichtathletik, ehe er zum Basketball wechselte. Im Alter von 17 Jahren gab er bei der HSG Uni Jena seinen Einstand in der Oberliga der Deutschen Demokratischen Republik.
Er war in der Saison 1991/92 der erste Spieler aus der ehemaligen DDR, der in der Basketball-Bundesliga zum Einsatz kam. Der 1,95 Meter messende Hausdörfer bestritt für Steiner Bayreuth sieben Kurzeinsätze in der Bundesliga, gleichzeitig arbeitete er beim Namensgeber der Mannschaft, dem Unternehmen Steiner-Optik. Er verließ Bayreuth am Ende der Saison 91/92 und wechselte zum SSV Einheit Weißenfels. Dort blieb Hausdörfer zwei Jahre, hernach spielte er beim TuS Jena.
Bis 2009 war Hausdörfer Geschäftsführer der Baskets Jena GmbH, dem Betreiber der Basketballmannschaft Science City Jena. In seine Amtszeit fiel unter anderem der Bundesliga-Aufstieg 2007. Anschließend war er für Brose Bamberg im Bereich Vermarktung tätig und ab 2014 zudem sportlicher Berater des Regionalligisten BC Erfurt. Zudem arbeitete er als Spielervermittler.
2015 wurde er beim FC Carl Zeiss Jena im Bereich Sponsorenbetreuung tätig. Im Sommer 2024 gründete er zusammen mit Killian Lange eine GmbH, die die Vermarktung der Damenbasketballmannschaft Vimodrom Baskets Jena übernahm. Hausdörfer wurde einer der beiden geschäftsführenden Gesellschafter.